# Мужская сборная Финляндии по гандболу

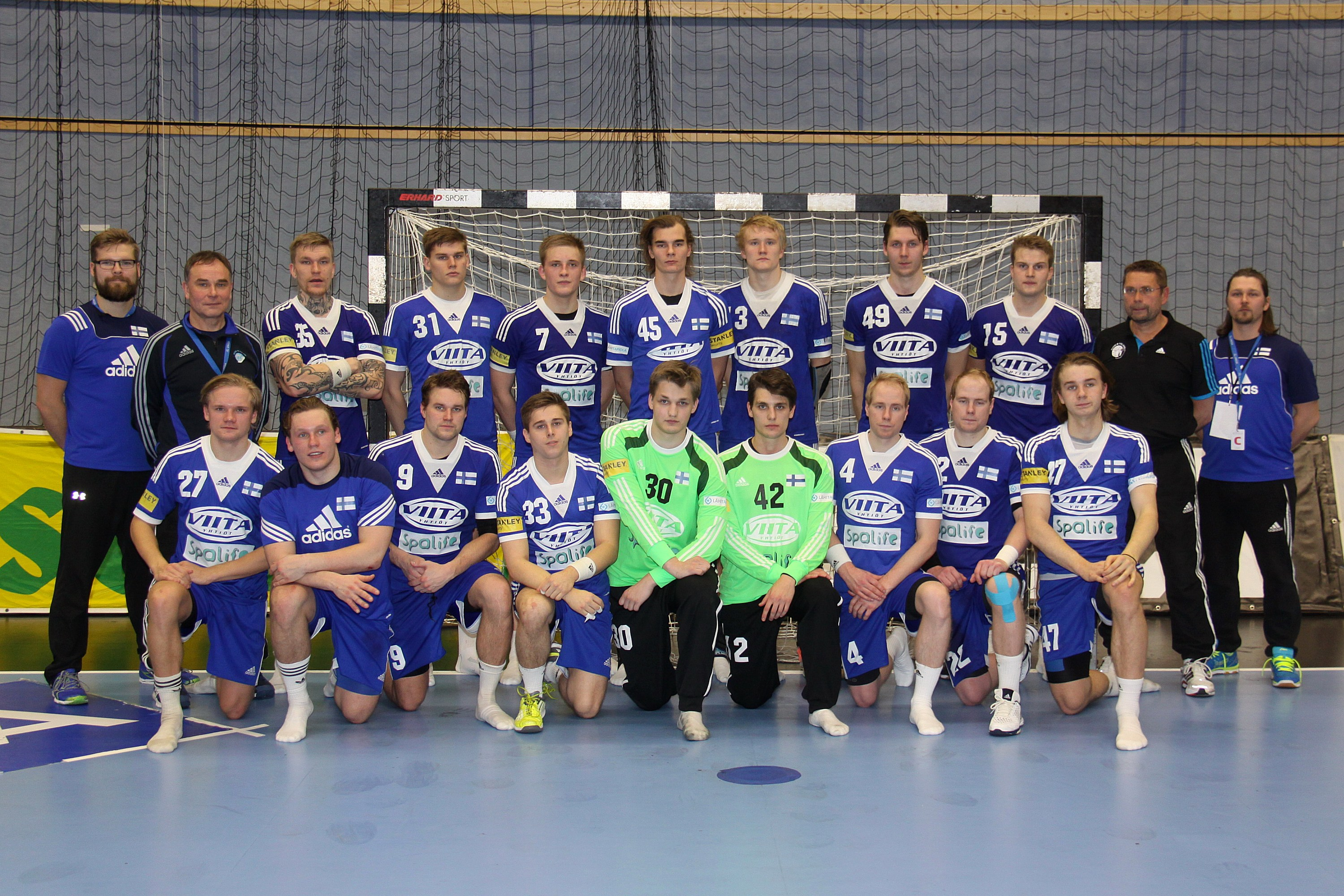
Сборная Финляндии перед матчем с Австрией 17 января 2016

Мужская сборная Финляндии по гандболу (фин. Suomen käsipallomaajoukkue, швед. Finlands herrlandslag i handboll) — национальная спортивная сборная Финляндии, представляющая эту страну на мужских турнирах по гандболу. Руководит сборной Финский гандбольный союз. Тренером сборной является именитый в прошлом шведский игрок Ула Линдгрен.

## Достижения

### Чемпионаты мира
- 1958: групповой этап (поражения от Испании 16:19 и Швеции 16:27, ничья против Польши 14:14)

### Чемпионаты Европы
Не прошла квалификацию ни на один чемпионат

### Трофей вызова ЕГФ[англ.]
- 2009[англ.]: чемпион

### Олимпийские игры
Не прошла квалификацию на Игры